# Filippo Sassetti
Filippo Sassetti né en 1540 et décédé en 1588 est un marchand et érudit italien. Il est considéré comme l'un des pionniers du comparatisme linguistique et l'un des premiers sanskritistes européens.

## Correspondance
- (it) Lettere edite e inedite di Flippo Sassetti: raccolte e annotate da Ettore Marcucci. Filippo Sassetti, Francesco Sassetti, Ettore Marcucci, Accademia della Crusca. Éd. F. Le Monnier, 1855.